# 大玉儿传奇
《大玉儿传奇》 為一部清装古装电视连续剧，於2014年7月开机，同年10月杀青。

## 播放平台
| 頻道         | 所在地   | 播映日期       | 播出時間           | 備註 |
| ------------ | -------- | -------------- | ------------------ | ---- |
| 四川公共频道 | 中国大陆 | 2015年11月14日 | 每晚19:30起        |      |
| 纬来育乐台   | 臺灣     | 2016年5月9日   | 週一至週五晚上八點 |      |
| 龍華戲劇台   | 臺灣     | 2016年7月28日  | 週一至週五晚上九點 |      |

## 劇情
科爾沁格格大玉兒（景甜飾演）夢想著和心上人在草原上過鷹般自由的生活，可命運卻把她推上了風雲際會的歷史舞台。她深愛著多爾袞（耿樂飾演），卻陰差陽錯嫁給了皇太極（聶遠飾演）。這兩個雄才武略的男人，一個開創了大清基業，一個揚鞭策馬中原，她註定要母儀天下，卻也註定要歷盡人世滄桑。終其一生，她從未淡退對多爾袞的愛，但也時刻記著自己身上的責任。當恩寵和榮耀接踵而至，她卻痛苦地掙扎於政治與情感的夾縫中。從莊妃到太后再到太皇太后，大玉兒一生經歷清初三朝，輔佐兩代幼主，力挽狂瀾，闖過一次次險惡的政治鬥爭、一場場血刃的生死搏殺，但她始終站在歷史進步的一面，以獨有的胸懷和魄力推動時代車輪前行……。

## 演员
| 演员   | 角色   | 介紹 |
| 景甜   | 大玉儿 | 科尔沁格格、孝莊文皇后。梦想着和心上人在草原上过鹰般自由的生活，可命运却把她推上了风云际会的历史舞台。她深爱着多尔衮，却阴差阳错嫁给了皇太极。从庄妃到太后再到太皇太后，大玉儿一生经历清初三朝，辅佐两代幼主，力挽狂澜。终其一生，她从未淡退对多尔衮的爱，但也时刻记着自己身上的责任。当恩宠和荣耀接踵而至，她却痛苦地挣扎于政治与情感的夹缝中。                                   |
| 耿乐   | 多尔衮 | 清太祖爱新觉罗·努尔哈赤的第十四子，皇太极的弟弟，睿亲王爷，生母是孝烈武皇后。为人文武双全，有情有义，而正是科尔沁的那场初见，便注定了他一生的挚爱——大玉儿，无奈她嫁给了自己的皇兄，成为了他的嫂子，可是他仍然倾尽一生为大玉儿而战。 |
| 聂远   | 皇太极 | 清太宗文皇帝，拥有政治家雄心的帝王。他开创了大清的基业，他将先祖触不可及的梦想化为现实，他带领一个民族走出刀耕火种、茹毛饮血的状态，他将汉学引进了满洲，放宽了“逃人法”，推崇“满汉一家”，他想要的是安邦治国平天下。 |
| 蒋林静 | 哲哲   | 孝端文皇后，皇太极的正宫皇后。大玉儿从小在哲哲身边长大，哲哲更是对于这个侄女宠爱有加。而后大玉儿与海兰珠相继嫁给皇太极，姑侄三人的和谐相处归功于哲哲对后宫的管理与用心。大玉儿被陷害入冷宫，哲哲软硬兼施求皇太极原谅；福临即位后，与大玉儿两宫并尊，称母后皇太后；在国事上两人相互扶持，在大玉儿与多尔衮的感情上细心劝导，甚至为了大玉儿将皇太极最后一道密旨置若罔顾。             |
| 何花   | 海兰珠 | 宸妃。虽然出身低微却因为一副好心肠屡次受到上天的垂怜，其命运波折，在恩宠和凌辱的反复试炼中，她却勇敢活出自我，她的出现让皇太极孤寂的心有了一丝柔情。 |
| 吴恙   | 小玉儿 | 外形漂亮，性格泼辣不识大体，心机重，嫁给多尔衮后，因她一直不能理解和放下多尔衮和大玉儿之间特殊的爱情，因此为自己的这份婚姻都带来了不幸。 |
| 惠英红 | 阿巴亥 | 孝烈武皇后，清太祖努尔哈赤第四任大妃。12岁就嫁给了比自己大31岁的努尔哈赤，37岁被逼殉葬。 |
| 徐绍航 | 龙格   | 御前带刀侍卫长，大内第一高手。龙格年幼便失去父母，被皇太极收留进宫当上侍卫，在一次刺探察哈尔军情的时候被敌人发现追杀差点死于戈壁滩上，机缘巧合般的被大玉儿爷爷莽古斯所救，龙格借助莽古斯救济历尽万苦回到京城。皇太极不但没有惩罚龙格反而更加重用他，升为御前侍卫长，此时龙格便暗下决心此生定报皇太极与莽古斯救命之恩与知遇之恩，喜欢海兰珠但最后却因为知道皇太极喜欢海兰珠而放弃。 |

## 電視節目的變遷
| 臺灣 緯來育樂台 星期一至五 20:00 - 22:00  | 臺灣 緯來育樂台 星期一至五 20:00 - 22:00   | 臺灣 緯來育樂台 星期一至五 20:00 - 22:00 |
| ----------------------------------------- | ------------------------------------------ | ---------------------------------------- |
|                                           | 大玉兒傳奇 （2016年5月9日－2016年6月29日） |                                          |
| 宰相劉羅鍋 （2016年4月6日－2016年5月6日） | 瑯琊榜 （重播）                            |                                          |